# Ataque e Defesa
Ataque e Defesa foi um programa da extinta TV Tupi de São Paulo, exibido nos anos 1960 e apresentado todos os domingos às 23 horas, por Ruy Porto.
O Ataque e Defesa, diferentemente dos programas esportivos dominicais de sua época (as intermináveis mesas-redondas, que duravam de duas a três horas, discussões constantes, convidados especiais, jogadores, treinadores), era um programa que durava de 20 a 25 minutos, com 3 blocos separados entre si por um intervalo de 30 segundos. Num dos blocos, as notícias principais, resultados da rodada, loteria esportiva. No outro bloco, os gols (o “Ataque e Defesa” foi o primeiro programa a apresentar todos os gols do fim de semana), aproveitando a novidade do satélite e links de microondas da Embratel, e o fato da TV Tupi ser a primeira a ter uma rede com emissoras em várias capitais.
Foi inovador ao ser o primeiro a fazer uma explicação da tática do jogo de domingo. Utilizando-se de uma mesa de botão, que fazia parte do cenário, Ruy Porto, posicionava os botões e explicava a tática dos times.